# Cratere di Red Wing Creek
Il cratere di Red Wing Creek è un cratere meteoritico situato nel Nord Dakota (USA) alle coordinate Nord 47° 36' - Ovest 103° 33'. Il cratere, non visibile dalla superficie del suolo in quanto totalmente sepolto, ha un diametro di 9 km e un'età di 200 ± 25 milioni di anni. Nel 1972 vi fu scoperto un giacimento di petrolio, attualmente in esercizio, a 3.000 metri di profondità, dello spessore di quasi 1 km e un diametro di circa 3 km, per una capacità di 120 milioni di barili.